# Михайло Олександрович (князь брянський)
Михайло II Олександрович (*'д/н — між 1307 та 1309) — великий князь Чернігівський у 1303—1307/1309 роках. Часто плутають з Михайлом Романовичем (засновником князів Осовицьких), який ніколи не був великим князем, померши за життя чернігівського князя Романа Старого.

## Життєпис
Походив з династії Рюриковичів, гілки Ольговичів. Син Олександра I, великогокнязя чернігівського. Про дату народження замало відомостей. за традицією у 1292 році, коли батько зайняв чернігівський престол стає Брянським князем.
Близько 1303 року після смерті Олександра I стає великим князем Чернігівським. Про його діяльність відомостей обмаль. Згадано у Любецькому синодику. Передусім завершувався розпад Чернігівського князівства. Помер між 1307 та 1309 роками. Йому спадкував брат (за іншими відомостями небіж — Василь I.